# Charminus rotundus
Charminus rotundus là một loài nhện trong họ Pisauridae.
Loài này thuộc chi Charminus. Charminus rotundus được miêu tả năm 1978 bởi Blandin.